# Idaea contiguata
Idaea contiguata är en fjärilsart som beskrevs av Herrich-Schäffer 1839. Idaea contiguata ingår i släktet Idaea och familjen mätare. Inga underarter finns listade i Catalogue of Life.